# Colsa maculata
Colsa maculata är en insektsart som först beskrevs av Victor Lallemand 1939.  Colsa maculata ingår i släktet Colsa och familjen spottstritar. Inga underarter finns listade i Catalogue of Life.